# Hanson Brothers
De Hanson Brothers is een Canadese rockband, opgericht door de broers John en Rob Wright van NoMeansNo. De huidige gitarist Tom Holliston van NoMeansNo speelt ook met de huidige Hanson Brothers formatie. Errnie op drums maakt het stel compleet.
Oorspronkelijk waren de Hanson Brothers opgericht als ludiek side-project, met als thema ijshockey, bier en simpele songteksten. Toch hebben ze een aantal CD's opgenomen, en toeren ze bijna net zoveel als hun grote broer NoMeansNo. 
De muziek is up-tempo punkrock, en op liveoptredens zijn de muzikanten uitgedost als ijshockeyspelers. 

## Discografie
- Gross Misconduct (1992)
- Sudden Death (1996)
- My Game (2002)
- Could we be Alive (1992, DVD samen met NoMeansNo)
- Brad EP (2003)
- It's a living (2008, live + DVD: hoe brouw ik bier?)